# Norifumi Takamoto
Norifumi Takamoto (高本 詞史 Takamoto Norifumi?), född 31 december 1967 i Miyazaki prefektur, är en japansk tidigare fotbollsspelare.
Takamoto började sin karriär 1990 i Toshiba. 1993 flyttade han till Nagoya Grampus Eight. Efter Nagoya Grampus Eight spelade han för Kyoto Purple Sanga. Han avslutade karriären 1996.